# 50(GO) GO SMAP
『50(GO) GO SMAP』(ゴー ゴー スマップ)は2013年12月5日から2014年1月5日までの期間限定でSMAP SHOPのみでショップテーマCDとして発売された、SMAPの曲である。
収録時間は3分9秒で、値段は390円のサンキュー価格として販売された。
プロデュースは、SMAPの楽曲「The Future」を手掛けた中村弘二。
テーマは50枚ものシングルをリリースしたSMAPが、感謝の気持ちを伝え、そしてこれからもみんなで一緒に前に進んでいこうという意味が込められている。